# キャッツ&ドッグ
「キャッツ&ドッグ」は、シブがき隊の楽曲で、10枚目のシングル。1984年6月1日に発売。

## 解説
NHK総合連続人形劇『ひげよさらば』のOP曲とED曲が収められた。同作品ではメンバーの3人も声の出演を行っており、配役キャラクター名もそれぞれの愛称と同じだった。

## 収録曲
1. キャッツ&ドッグ
作詞：秋元康
作曲・編曲：井上大輔
2. 地球最初の嵐のように
作詞：安井かずみ
作曲：加藤和彦
編曲：大谷和夫